# Avi'el
Avi'el (hebrejsky אֲבִיאֵל, v oficiálním přepisu do angličtiny Avi'el) je vesnice typu mošav v Izraeli, v Haifském distriktu, v Oblastní radě Alona.

## Geografie
Leží v nadmořské výšce 56 metrů na pomezí pahorkatiny Ramat Menaše a pobřežní nížiny, respektive jejího výběžku - údolí Bik'at ha-Nadiv. Severně od obce probíhá vádí Nachal Taninim, do kterého zde od severu ústí vádí Nachal Snunit, od východu Nachal Alona. Na východním okraji obce terén stoupá do návrší Giv'at Cefi. Jižně od vesnice probohá vádí Nachal Ada.
Obec se nachází 8 kilometrů od břehu Středozemního moře, cca 54 kilometrů severovýchodně od centra Tel Avivu, cca 30 kilometrů jižně od centra Haify a 5 kilometrů jihovýchodně od Zichron Ja'akov. Avi'el obývají Židé, přičemž osídlení v tomto regionu je převážně židovské. Oblast Vádí Ara osídlená ve vyšší míře izraelskými Araby začíná až 6 kilometrů jihovýchodně odtud.
Avi'el je na dopravní síť napojen pomocí lokální silnice číslo 6533.

## Dějiny
Avi'el byl založen v roce 1949. Jeho zakladateli byla skupina židovských imigrantů z Rumunska, Maďarska a Jemenu.
Obyvatelé mošavu byli napojení na pravicové politické hnutí Betar a vojenskou organizaci Irgun. Vesnice vznikla v rámci osidlovacího programu Miškej Cherut Betar. Politická orientace vesnice souvisí i s tím, že toto území během války za nezávislost v roce 1948 dobyly pravicové židovské jednotky Irgun a ty pak ovlivňovaly i zdejší židovské osidlování.
Původně se mošav nazýval Jad ha-Jod Daled (יד ה-14), současný název odkazuje na Israele Epsteina - člena Irgunu, který používal jméno Gondor Avi'el a byl zabit v Itálii v roce 1946.

## Demografie
Podle údajů z roku 2014 tvořili naprostou většinu obyvatel v Avi'el Židé (včetně statistické kategorie "ostatní", která zahrnuje nearabské obyvatele židovského původu ale bez formální příslušnosti k židovskému náboženství).
Jde o menší sídlo vesnického typu s dlouhodobě výrazně rostoucí populací. K 31. prosinci 2014 zde žilo 781 lidí. Během roku 2014 registrovaná populace stoupla o 0,1 %.
| Rok            | 1961 | 1972 | 1983 | 1995 | 2001 | 2003 | 2004 | 2005 | 2006 | 2007 | 2008 | 2009 | 2010 | 2011 | 2012 | 2013 | 2014 |
| -------------- | ---- | ---- | ---- | ---- | ---- | ---- | ---- | ---- | ---- | ---- | ---- | ---- | ---- | ---- | ---- | ---- | ---- |
| Počet obyvatel | 237  | 218  | 251  | 337  | 368  | 380  | 417  | 474  | 511  | 573  | 633  | 674  | 682  | 712  | 757  | 780  | 781  |